# Heckeldora ledermannii
Espèce
Synonymes
- Heckeldora ledermannii (Harms) J.J.de Wilde (préféré par NCBI)[2]
- Heckeldora ledermannii[2]

Heckeldora ledermannii (Harms) J.J.de Wilde est une espèce végétale de la famille des Meliaceae décrite pour la première fois par Hermann August Theodor Harms. Également connue sous le synonyme de Guarea ledermannii Harms, elle est une plante endémique du Cameroun.
Son épithète spécifique ledermannii rend hommage au botaniste Carl Ludwig Ledermann, actif au Cameroun au début du XXe siècle.